# Bejan Matur
Bejan Matur (Kahramanmaraş, 14 de setembre de 1968) és una poeta i escriptora kurda.
Matur va néixer en el si d'una família kurda però lluny del Kurdistan, a Maraş, una ciutat majoritàriament armènia fins a 1920, que va ser rebatejada com a "heroica", Kahramanmaraş, per la República Turca, que la va repoblar. Als dinou anys va ser detinguda per defensar els drets del poble kurd i empresonada durant un any. A la presó va escriure els seus primers poemes en turc. Va estudiar Dret a la Universitat d'Ankara i ha publicat articles al diari Zaman, que era propietat de la confraria de Fethullah Gülen, significant-se amb la causa kurda i reivindicant una Turquia tolerant i un Orient Mitjà fratern.
Els crítics van qualificar de seguida la poesia de Matur de fosca i mística amb un component xamànic i pagà provinent del passat del seu poble, vinculada intensament amb la natura i la manera de viure dels seus, la qual cosa l'ha anat convertint en una veu singular i imprescindible de la literatura turca. La seva poesia ha estat traduïda a vint idiomes. Al llibre Dağın ardına bakmak hi entrevista membres del PKK.

## Obra
- Rüzgar dolu konaklar (1996)
- Tanri görmesin harflerimi (1999)
- Ayin büyüttügü ogullar (2002)
- Onun çölünde (Al seu desert, LaBreu, 2012, traducció d'Albert Roig)
- Ibrahim’in beni terketmesi (2008)
- Kader Denizi (2009)
- Son Dag (2015)
- Aşk (2016)[3]